# العلاقات الأنغولية الدومينيكانية
العلاقات الأنغولية الدومينيكانية هي العلاقات الثنائية التي تجمع بين أنغولا وجمهورية الدومينيكان.

## مقارنة بين البلدين
هذه مقارنة عامة ومرجعية للدولتين:
| وجه المقارنة                                              | أنغولا           | جمهورية الدومينيكان |
| --------------------------------------------------------- | ---------------- | ------------------- |
| المساحة (كم2)                                             | 1.25 مليون       | 48.67 ألف           |
| عدد السكان (نسمة)                                         | 29.78 مليون      | 10.40 مليون         |
| الكثافة السكانية (ن./كم²)                                 | 23.82            | 213.68              |
| العاصمة                                                   | لواندا           | سانتو دومينغو       |
| اللغة الرسمية                                             | اللغة البرتغالية | اللغة الإسبانية     |
| العملة                                                    | كوانزا أنغولي    | بيزو دومنيكاني      |
| الناتج المحلي الإجمالي (بليون دولار)                      | 124.21 مليار     | 75.93 مليار         |
| الناتج المحلي الإجمالي (تعادل القوة الشرائية) بليون دولار | 184.83 مليار     | 149.89 مليار        |
| الناتج المحلي الإجمالي الاسمي للفرد دولار أمريكي          | 4.10 ألف         | 6.47 ألف            |
| الناتج المحلي الإجمالي للفرد دولار أمريكي                 |                  | 13.26 ألف           |
| مؤشر التنمية البشرية                                      | 0.533            | 0.715               |
| رمز المكالمات الدولي                                      | +244             | +1809، +1829، +1849 |
| رمز الإنترنت                                              | .ao              | .do                 |
| المنطقة الزمنية                                           | ت ع م+01:00      | 00                  |

## منظمات دولية مشتركة
يشترك البلدان في عضوية مجموعة من المنظمات الدولية، منها:
| علم المنظمة | اسم المنظمة                                 | تاريخ انضمام أنغولا | تاريخ انضمام جمهورية الدومينيكان |
| ----------- | ------------------------------------------- | ------------------- | -------------------------------- |
|             | منظمة الشرطة الجنائية الدولية               | ?                   | ?                                |
|             | منظمة التجارة العالمية                      | ?                   | ?                                |
|             | منظمة حظر الأسلحة الكيميائية                | ?                   | ?                                |
|             | مؤسسة التمويل الدولية                       | 19 سبتمبر 1989      | 31 أكتوبر 1961                   |
|             | يونسكو                                      | 11 مارس 1977        | 4 نوفمبر 1946                    |
|             | البنك الدولي للإنشاء والتعمير               | 19 سبتمبر 1989      | 18 سبتمبر 1961                   |
|             | مجموعة دول أفريقيا والكاريبي والمحيط الهادئ | ?                   | ?                                |
|             | الأمم المتحدة                               | 1 ديسمبر 1976       | 24 أكتوبر 1945                   |
|             | مؤسسة التنمية الدولية                       | 19 سبتمبر 1989      | 16 نوفمبر 1962                   |
|             | وكالة ضمان الاستثمار متعدد الأطراف          | 19 سبتمبر 1989      | 7 مارس 1997                      |
|             | الاتحاد البريدي العالمي                     | ?                   | ?                                |

## وصلات خارجية
- موقع وزارة الخارجية الأنغولية